# Kvadriljard
En kvadriljard är det tal som kan skrivas med en etta följd av 27 nollor, 1027. SI-prefixet för detta tal är ronna. En kvadriljard är alltså tusen kvadriljoner eller en miljontedel av en kvintiljon (se mycket stora tal), och skrivs 1 000 000 000 000 000 000 000 000 000 med siffror.
Ordet kvadriljard kommer från det latinska prefixet kvadri- (fyra) och med ändelse från miljard.
En kvadriljard är lika med en miljon triljarder eller en miljondel av en kvintiljard.